# Graul (Bergbaulandschaft)
Der Graul ist eine historische Bergbaulandschaft im sächsischen Erzgebirge.

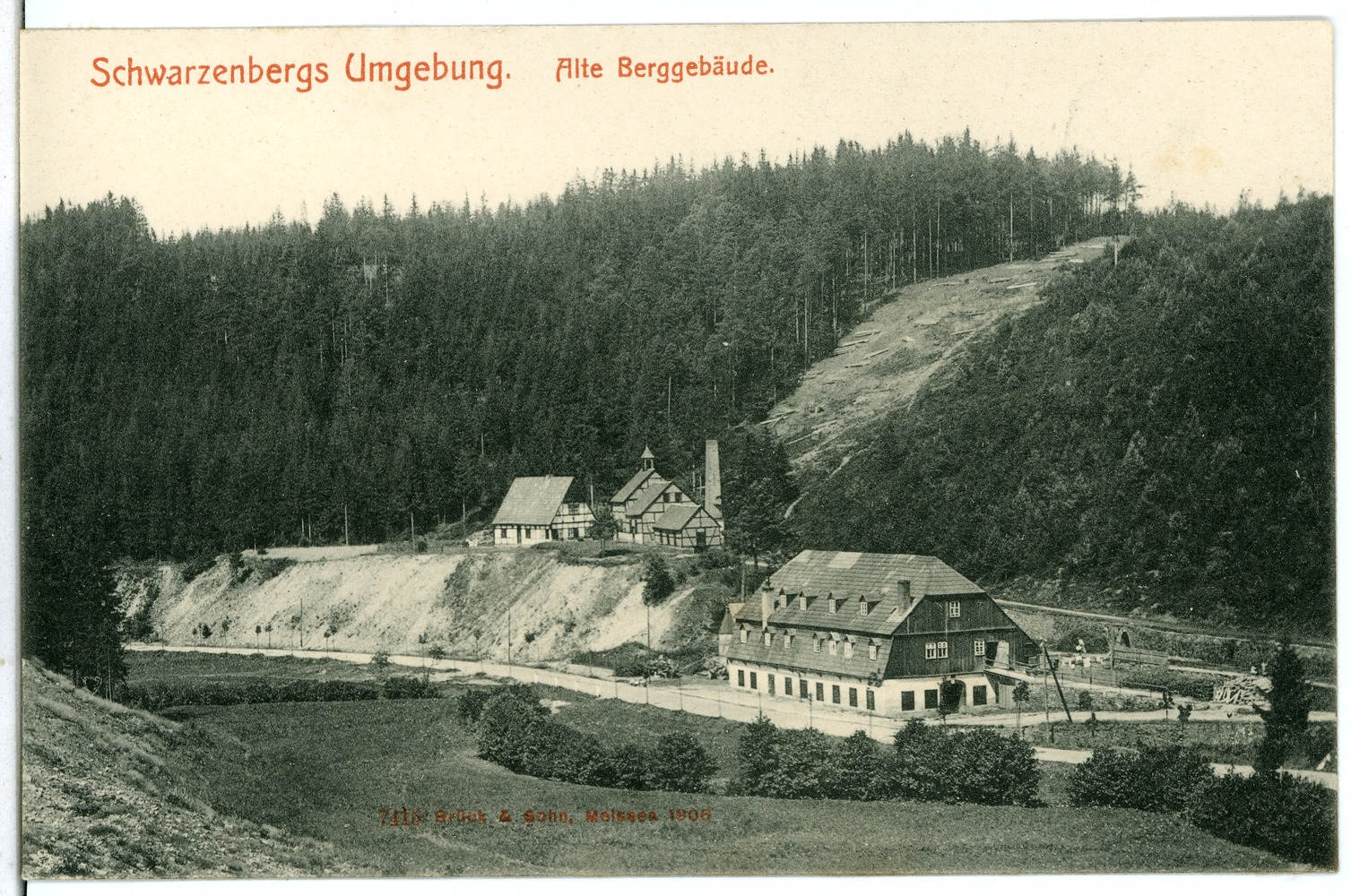
Pochwerk und Kunstschacht von Neu Gottes Geschick (1906)

## Beschreibung

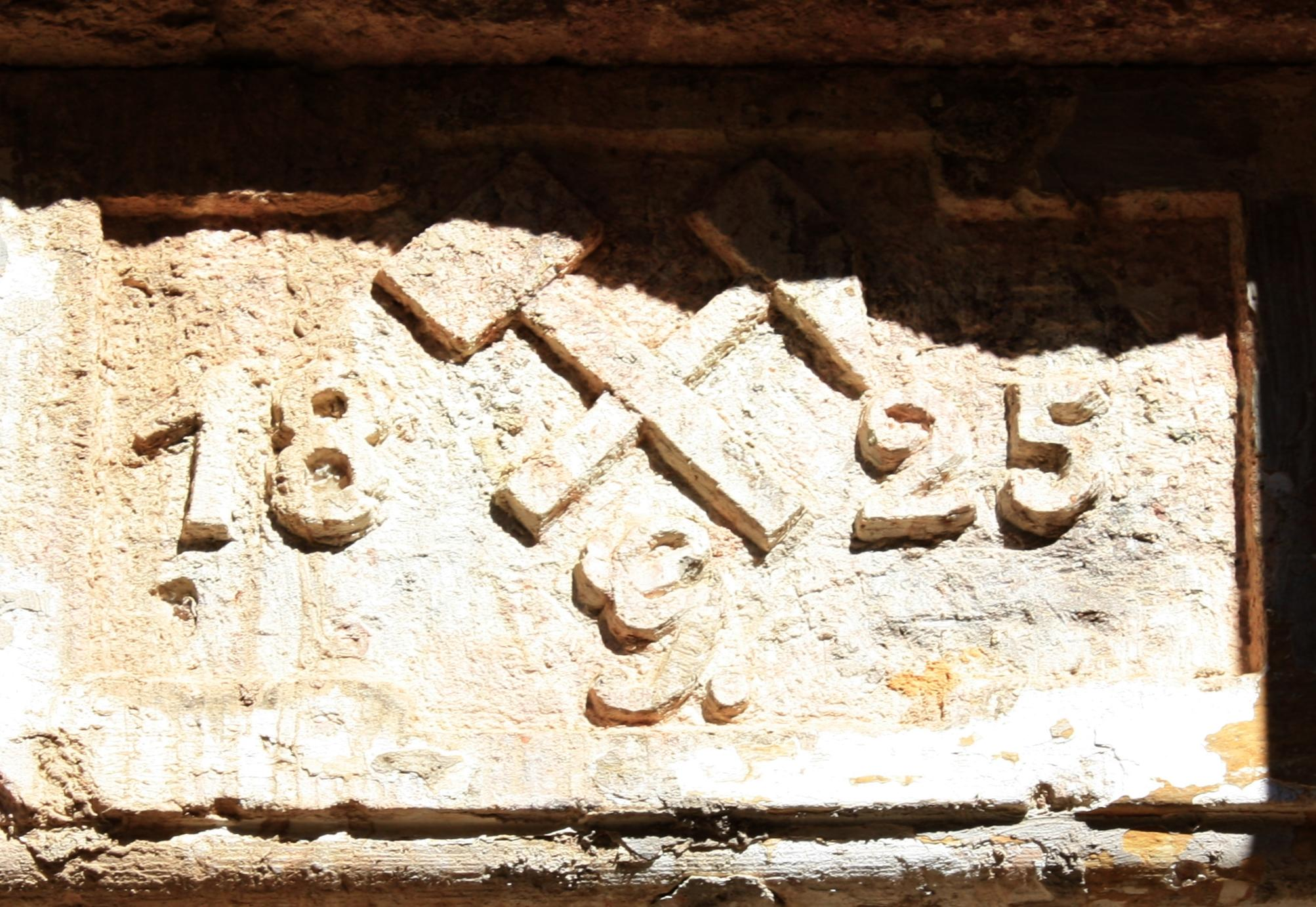
Türstock des Huthauses der Grube Gottes Geschick am Graul

Das Erzrevier erstreckt sich von Norden nach Süden entlang des Mönchssteigs zwischen Grünhain und Raschau und in Ost-West-Richtung entlang der alten Straße von Schwarzenberg nach Elterlein. Sein Untergrund besteht aus Muskovit-, Gneisglimmer- und Quarzglimmer-Schiefern mit bis zu sechs Meter mächtigen Skarnlagern. Als Erze finden sich Zinkblende, Bleiglanz, Kupfer- und Arsenkies, Pyrit, Magnetit und in den Gängen einer Wismut-Kobalt-Nickel-Silber-Formation Skutterudit, Silberglanz, gediegen Silber, Rotgültig- und Wismuterze. Die primäre Lagerstätte enthält neben einem erdigen Gemenge aus oxidischen und hydroxidischen Eisen- und Manganverbindungen fünf bis sieben Prozent Wismut, das im Blaufarbenwerk in Niederpfannenstiel verarbeitet wurde, zwei Prozent Kobalt, weiterhin Silber, Nickel, Kupfer und Arsen.

## Geschichte
Am Graul wurde im 15. Jahrhundert zunächst nach Silbererzen geschürft. 1483 war die Stadt Lößnitz mit Kuxen daran beteiligt. Später ging man dazu über, nach anderen Vorkommen zu graben. Im Bergwerk Stamm Asser, das 1790 aus sieben gewerkschaftlichen Bergwerken und -gebäuden bestand, wurden im 17. Jahrhundert im Tiefbau Schwefel-, Kupfer- und Arsenkies gefördert. Die Zeche zählt zu den ertragreichsten des Erzreviers, lieferte bis in die zweite Hälfte des 19. Jahrhunderts Eisenkies zur Herstellung von Schwefelsäure nach Freiberg und noch 1913 Brauneisenstein, Mangan- und Bismuterze. Das Bergwerk St. Katharina stand Ende des 17. Jahrhunderts in regem Betrieb, brachte Silber- und Zinnerze aus und bestand um 1800 aus fünf Berggebäuden. Für die Verarbeitung der geförderten Kiese betrieb man ein eigenes Vitriolwerk. Eine gleichnamige Gaststätte am Graul erinnert heute an die Fundgrube. Mitte des 19. Jahrhunderts zählte das Erzrevier zu den wichtigsten Grubenbereichen in Sachsen. Das Arsenikwerk östlich des Grauls wurde 1788 vom Besitzer der Hütte in Beierfeld angelegt. Die Eisenerze des Grauler Reviers wurden in die Schwarzenberger Hütte, die Königin-Marien-Hütte in Cainsdorf und bis nach Oberschlesien geliefert. 1831 wurde die Grube Gottes Geschick von König Friedrich August II. und dem Oberberghauptmann August von Herder besucht, der bereits im Vorjahr die Beschaffenheit und Ausdehnung der Erzlagerstätten am Graul für eine Verwendung in der königlichen Antonshütte erkundet hatte. Die wichtigsten Gruben waren Gottes Geschick, Stamm Asser und St. Catharina. 1884 wurde der im Schwarzwassertal angesetzte Treue Freundschaft Stolln als tiefster wasserlösender Stolln in das Grubengebäude Gottes Geschick durchschlägig. Der reguläre Grubenbetrieb im Revier endete Ende der 1930er Jahre.
1947 begannen die Untersuchungsarbeiten auf Uranvorkommen durch das Objekt 03 der Wismut AG. 1948 wurden diese Arbeiten durch das Objekt 08 weiter geführt. Die aufgewältigten Schächte wurden mit Nummern versehen. Katharina Nr. 41, Alt Gottes Geschicker Kunstschacht Nr. 89, Neu Gottes Geschicker Kunstschacht Nr. 264 und der Herkules Stolln Nr. 113. Das Revier wurde bis in eine Teufe von 220 m erkundet und dabei 0,3 Tonnen Uran abgebaut. 1950 wurden die Arbeiten eingestellt. 
Das 1825 errichtete Huthaus der Grube Gottes Geschick befindet sich in Privatbesitz und wird aufwändig saniert. Dach und Obergeschoss der daneben stehende Bergschmiede wurden 2007 abgerissen.